# 詹姆士·愛德華·凱勒
詹姆士·愛德華·凱勒（英語：James Edward Keeler，1857年9月10日—1900年8月12日）是一名美國天文學家。他是早期利用攝影觀察星系的天文學家，也是第一位以觀察方法證明土星環並非像實體一樣旋轉的天文學家。

## 生平
凱勒出生於伊利諾州拉薩爾，在傑克遜維爾附近的佛羅里達州梅波特長大，並在那裡渡過了他早期生活的大部分時間。他母親的父親是前康乃狄克州州長亨利·達頓。
凱勒於1888年開始在利克天文台工作，在1891年被任命為匹茲堡大學亞利加尼天文台的主任後便離開了。他於1898年回到利克天文台擔任台長，但不久之後於1900年逝世。他患有心臟疾病，直到去世前不久才被診斷出來。8月12日，他突然中風去世，享年42歲。他的骨灰被安葬在亞利加尼天文台31英寸凱勒紀念望遠鏡底部的墓穴中。
凱勒與喬治·海耳一起創辦並編輯了《天文物理期刊》，該期刊至今仍是天文學的主要期刊。
他的父母是威廉·F·凱勒（William F. Keller）和安娜·達頓（Anna Dutton）。他在1891年結婚，留下一個遺孀和兩個孩子。

## 研究工作
凱勒於1888年1月7日在利克天文台使用36吋折射鏡首次觀測到土星環上的環縫，也就是現在所說的恩克環縫。在這個特徵以約翰·法蘭茲·恩克命名之後，凱勒的貢獻才被發現。航海家號發現的A環第二個主要環縫被命名為凱勒環縫以紀念他。
| 452 Hamiltonia  | 1899年12月6日 | [ 6 ] [ 7 ] |
| (20958) A900 MA | 1900年6月29日 | [ 8 ]       |

1895年，他對土星環的光譜學研究發現，土星環的不同部分會以不同的都卜勒偏移反射光線，這是由於它們繞土星運行的速率不同所致。這是詹姆士·克拉克·馬克士威的理論首次在觀測上得到證實，他認為土星環是由無數的小天體所組成，每個天體都以自己的速率繞著土星運行。這些觀測是利用亞利加尼天文台13吋菲茨-克拉克折射望遠鏡上的分光儀所進行的。
他使用克羅斯利望遠鏡進行的觀測幫助建立了大型光學反射望遠鏡的重要性，並擴大了天文學家對星雲的了解。在他英年早逝後，他在利克天文台的同事安排將他拍攝的星雲和星團照片出版在利克天文台出版的專輯中。
凱勒發現了兩顆小行星，分別是在1899年發現小行星452，以及在1900年發現穿越火星軌道的小行星20958，這顆小行星成為迷蹤小行星，直到99年後被尋回。
在1967年發現脈衝星之後，凱勒在1899年拍攝的蟹狀星雲光學影像被用來判定蟹狀星雲脈衝星的正確動向。

## 榮譽
凱勒於1899年獲得美國國家科學院頒發的亨利·德雷伯獎章。1900年，他獲選為太平洋天文學會會長。
1880年，亞利加尼天文台台長塞繆爾·蘭利在凱勒等人的陪同下，前往惠特尼峰頂進行科學探險。探險的目的是研究太陽的輻射如何被地球的大氣層選擇性地吸收，比較在高海拔和低海拔的結果。作為考察的結果，惠特尼峰附近一座14,240英尺高的山峰被命名為「Keeler Needle」。
除了土星環中的凱勒環縫之外，月球的基勒環形山以及小行星2261都以他的名字命名。

## 外部連結
- James Edward Keeler的作品  - 古騰堡計劃
- 互联网档案馆中詹姆士·愛德華·凱勒的作品或与之相关的作品
- Campbell, W. W. . Astrophysical Journal. November 1900, 12: 239–253. Bibcode:1900ApJ....12..239C. doi:10.1086/140764 .
- H. H. T. . Monthly Notices of the Royal Astronomical Society. February 1901, 61 (4): 197–199. Bibcode:1901MNRAS..61..197.. doi:10.1093/mnras/61.4.197 .
- National Academy of Sciences Biographical Memoir